# I-45 (tàu ngầm Nhật)
I-45 là một tàu ngầm tuần dương lớp Type-B (巡潜乙型潜水艦 Junsen Otsu-gata sensuikan) được Hải quân Đế quốc Nhật Bản chế tạo trong giai đoạn cuối Chiến tranh Thế giới thứ hai. Nhập biên chế năm 1943, nó hoạt động tuần tra và tham gia các Chiến dịch quần đảo Mariana và Philippines trước bị tàu hộ tống khu trục Hoa Kỳ USS Whitehurst đánh chìm gần đảo Siargao, Philippines vào ngày 29 tháng 10, 1944.

## Thiết kế và chế tạo

### Thiết kế
Tàu ngầm Type B Cải tiến 1 (lớp I-40) (còn gọi là Type B2) được cải tiến từ Type B1 dẫn trước, có trọng lượng hơi lớn hơn và trang bị động cơ diesel có thiết kế đơn giản hơn nhằm thúc đẩy việc chế tạo. Chúng có trọng lượng choán nước 2.631 tấn (2.589 tấn Anh) khi nổi và 3.713 tấn (3.654 tấn Anh) khi lặn, lườn tàu có chiều dài 108,7 m (356 ft 8 in), mạn tàu rộng 9,3 m (30 ft 6 in) và mớn nước sâu 5,1 m (16 ft 9 in). Con tàu có thể lặn sâu đến 100 m (328 ft), và có một thủy thủ đoàn đầy đủ bao gồm 94 sĩ quan và thủy thủ.
Type B2 trang bị hai động cơ diesel Kampon Mk.1A Model 10 công suất 5.500 mã lực phanh (4.101 kW), mỗi chiếc vận hành một trục chân vịt. Khi lặn, mỗi trục được vận hành bởi một động cơ điện công suất 1.000 mã lực (746 kW). Khi di chuyển trên mặt nước nó đạt tốc độ tối đa 23,5 hải lý trên giờ (43,5 km/h; 27,0 mph) và 8 hải lý trên giờ (15 km/h; 9,2 mph) khi lặn dưới nước, tầm xa hoạt động của Type B2 là 14.000 hải lý (26.000 km; 16.000 mi) ở tốc độ 16 hải lý trên giờ (30 km/h; 18 mph), và có thể lặn xa 96 nmi (178 km; 110 mi) ở tốc độ 3 hải lý trên giờ (5,6 km/h; 3,5 mph).
Những chiếc Type B2 có sáu ống phóng ngư lôi 53,3 cm (21,0 in), tất cả được bố trí trước mũi, và mang theo tổng cộng 17 quả ngư lôi Kiểu 95. Vũ khí trên boong tàu bao gồm khẩu hải pháo 14 cm (5,5 in), và hai pháo phòng không 25 mm Type 96. Hầm chứa máy bay được tích hợp vào tháp chỉ huy và hướng ra phía trước. Máy phóng máy bay được bố trí hướng ra phía trước, trong khi khẩu hải pháo trên boong đặt phía sau. Cách sắp xếp này giúp chiếc thủy phi cơ Yokosuka E14Y tận dụng tốc độ hướng ra trước của con tàu khi được phóng lên.

### Chế tạo
I-45 được đặt lườn như là chiếc Tàu ngầm số 375 tại Xưởng vũ khí Hải quân Sasebo ở Sasebo vào ngày 15 tháng 7, 1942. Nó được đổi tên thành I-45 vào ngày 5 tháng 2, 1943, trước khi được hạ thủy vào ngày 6 tháng 3, 1943. Con tàu hoàn tất và nhập biên chế vào ngày 28 tháng 12, 1943, dưới quyền chỉ huy của Trung tá Hải quân Tagami Meiji.

## Lịch sử hoạt động
Sau khi nhập biên chế, I-45 được phối thuộc cùng Quân khu Hải quân Yokosuka và được điều về Hải đội Tàu ngầm 11 trực thuộc Đệ Lục hạm đội. Sau khi hoàn tất việc chạy thử máy huấn luyện trong biển nội địa Seto, nó được tiếp nhiên liệu tại Tokuyama trong các ngày 22 và 23 tháng 2, 1944.

### Chuyến tuần tra thứ nhất
Vào ngày 25 tháng 3, I-45 được điều về Đội tàu ngầm 15 cùng trực thuộc Đệ Lục hạm đội. Nó xuất phát từ Kure, Hiroshima cùng ngày hôm đó cho chuyến tuần tra đầu tiên trong chiến tranh để hoạt động tại vùng biển Thái Bình Dương về phía Đông quần đảo Marshall. Tuy nhiên hoạt động của nó cùng với các tàu ngầm I-16, I-36 và I-38 tại khu vực giữa Marshall và quần đảo Hawaii đã bị các đơn vị tình báo tín hiệu Đồng Minh phát hiện, nên Hải quân Hoa Kỳ đối phó bằng cách thành lập Đội đặc nhiệm 11.1, một đội tìm-diệt tàu ngầm, bao gồm tàu sân bay hộ tống Altamaha và các tàu hộ tống khu trục USS Cabana, USS Elden, USS Harold C. Thomas và USS Wileman, vào ngày 30 tháng 3, để tìm kiếm và tiêu diệt tàu ngầm đối phương.
Chiến công đầu tiên của Đội đặc nhiệm 11.1 diễn ra lúc 14 giờ 08 phút ngày 4 tháng 4. Một máy bay ném bom-ngư lôi TBM-1C Avenger cùng một máy bay tiêm kích General Motors FM-2 Wildcat thuộc Liên Đội Hỗn hợp VC-66 xuất phát từ Altamaha đã phát hiện I-45 đang di chuyển trên mặt nước để nạp điện ắc-quy, cách chiếc tàu sân bay 108 nmi (200 km) về phía Tây ở vị trí 650 nmi (1.200 km) về phía Đông Bắc Majuro. Chiếc FM-2 Wildcat đã bắn phá trong khi chiếc Avenger bắn rocket và thả mìn sâu tấn công. I-45 bị đánh trúng phía đuôi và bị rò rỉ đáng kể, nên hạm trưởng quyết định chạy lùi hết tốc độ và lặn xuống. Các đội bay nhìn thấy chiếc tàu ngầm đứng im và chìm xuống giữa một vệ dầu loang lớn, nên tin ràng họ đã đánh chìm được tàu ngầm đối phương. Trong khi đó, hạm trưởng I-45 ra lệnh cho con tàu chạy tới hết tốc độ, nhưng nó mất kiểm soát và chìm xoay tròn cho đến độ sâu 490 ft (150 m), trước khi lấy lại kiểm soát và thăng bằng ở độ sâu 330 ft (100 m). Cho dù sống sót qua đợt tấn công, chiếc tàu ngầm bị hư hại nặng và buộc phải quay trở về Nhật Bản. Nó về đến Yokosuka vào ngày 15 tháng 4, và tiếp tục đi đến Kure để được sửa chữa tại Xưởng vũ khí Hải quân Kure từ cuối tháng 4; công việc kéo dài cho đến cuối tháng 5. 

### Chiến dịch quần đảo Mariana
Lực lượng Hoa Kỳ bắt đầu đổ bộ lên vào ngày 12 tháng 6, bắt đầu Chiến dịch quần đảo Mariana, nên vào ngày 13 tháng 6, Tổng tư lệnh Hạm đội Liên hợp, Đô đốc Soemu Toyoda, kích hoạt Kế hoạch A-Go nhằm phòng thủ quần đảo Mariana. I-45 xuất phát từ Yokosuka vào ngày 28 tháng 6 để cùng với I-55 hướng sang Tinian, Mariana, kéo theo một thùng Unkato, một kiểu thùng chứa tiếp liệu ngầm dưới nước dài 135 ft (41 m) có thể chứa đến 377 tấn tiếp liệu, được thiết kế cho những chuyến đi tiếp liệu một chiều để người nhận hàng có thể thu hồi và chất dỡ hàng hóa. Với thùng Unkato chất đầy vũ khí và đạn dược, chiếc tàu ngầm gặp phải thời tiếtxấu với biển động mạnh trên đường đi, và nó được lệnh chuyển hướng đến Guam để giải cứu các phi công Không lực Hải quân bị mắc kẹt trên đảo này. Chiếc tàu ngầm tìm cách bắt liên lạc với lực lượng trên bộ tại Guam trong các ngày 14 và 16 tháng 7 nhằm chuyển giao thùng và đón các phi công, nhưng đã không thành công do liên lạc vô tuyến nhiễu loạn. Cuối cùng nó phải cắt bỏ thùng Unkato ngoài biển và lên đường quay trở về Nhật Bản, về đến Yokosuka vào ngày 27 tháng 7, và sau đó đi đến Kure.

### Chuyến tuần tra thứ hai
Tổng tư lệnh Hạm đội Liên hợp, Đô đốc Soemu Toyoda, cho kích hoạt Kế hoạch Shō-Gō 1 nhằm phòng thủ quần đảo Philippines từ ngày 13 tháng 10. Do đó I-45 đã xuất phát từ Kure cùng ngày hôm đó cho chuyến tuần tra thứ hai để hoạt động tại khu vực biển Philippine. Lực lượng Hoa Kỳ đổ bộ lên đảo Leyte thuộc Philippines vào ngày 20 tháng 10, khởi sự cho trận Leyte cũng như Chiến dịch Philippines, và cuộc phản công của Hải quân Nhật Bản đã đưa đến trận Hải chiến vịnh Leyte từ ngày 23 đến ngày 26 tháng 10. Trong ngày thứ hai của trận chiến 24 tháng 10, I-45 cùng các tàu ngầm tàu ngầm I-26, I-37, I-53, I-54 và I-56 được điều động vào Đội tàu ngầm "A" dưới quyền chỉ đạo trực tiếp của Tư lệnh Đệ Lục hạm đội, Phó đô đốc Shigeyoshi Miwa, và I-45 tuần tra tại vùng biển về phía Đông Bắc đảo Mindanao.

### Bị mất
Vào ngày 29 tháng 10, các tàu hộ tống khu trục USS Eversole và USS Richard S. Bull đang di chuyển trong biển Philippine từ hướng vịnh San Pedro để gia nhập trở lại Đơn vị Đặc nhiệm 77.7.1, khi Eversole dò được một tín hiệu sonar nghi ngờ ở vị trí cách 60 nmi (110 km) về phía Đông đảo Dinagat lúc 02 giờ 10 phút. Tín hiệu sonar bị mất không lâu sau đó, nhưng đến 02 giờ 28 phút nó trúng hai quả ngư lôi, khiến Eversole mất toàn bộ động lực và bị nghiêng 30 độ. Thủy thủ bắt đầu bỏ tàu lúc 02 giờ 40 phút, và Eversole đắm chỉ trong vòng 15 phút tại tọa độ 10°18′B 127°37′Đ / 10,3°B 127,617°Đ. I-45 trồi lên mặt nước lúc khoảng 03 giờ 00, dùng pháo phòng không 25 mm Type 96 bắn vào những người sống sót trên biển trước khi lặn xuống lúc 03 giờ 20 phút.
Đến 03 giờ 25 phút, một vụ nổ dưới nước bắt nguồn từ xác tàu đắm của Eversole, giết chết khoảng 30 người trong số những người sống sót và làm một số khác bị thương. Lúc đó Richard S. Bull đã đến nơi và bắt đầu tìm kiếm những người sống sót, trong khi tàu hộ tống khu trục USS Whitehurst (DE-634), được cho tách ra từ thành phần hộ tống cho một tàu tiếp dầu hạm đội gần đó, bảo vệ chống tàu ngầm chung quanh. Đến 06 giờ 30 phút, Richard S. Bull vớt được 139 người sống sót khỏi mặt nước, nhưng ba người từ trần sau đó. Eversole bị mất tổng cộng 77 thành viên thủy thủ đoàn.
Trước đó từ 05 giờ 45 phút, Whitehurst phát hiện qua sonar một tàu ngầm dưới nước ở vị trí 85 nmi (157 km) về phía Đông Bắc đảo Siargao, cách vị trí Eversole bị đắm khoảng 50 nmi (93 km). Whitehurst tấn công với ba loạt đạn súng cối chống ngầm Hedgehog nhưng đều không trúng đích, do đối phương tích cực cơ động né tránh và lặn xuống đến độ sâu 225 ft (69 m). Đến 06 giờ 48 phút, Whitehurst bắn ra loạt súng cối Hedgehog thứ tư, nghe thấy năm hoặc sáu vụ nổ nhỏ trước khi xảy ra một vụ nổ dữ dội, khiến chấn động cả con tàu và dàn sonar của nó tạm thời bị hỏng. Whitehurst tiếp tục tìm kiếm lúc 07 giờ 20 phút, phát hiện nhiều dầu diesel cùng nhiều mảnh gỗ trồi lên mặt nước; nó kết thúc việc tìm kiếm lúc 12 giờ 15 phút để quay trở lại nhiệm vụ hộ tống. Vụ nổ, vệt dầu loang cùng những mảnh vỡ khẳng định tàu ngầm đối phương, có thể là I-45, đã bị đánh chìm tại tọa độ 10°10′B 127°28′Đ / 10,167°B 127,467°Đ.
Đến ngày 5 tháng 11, Bộ tư lệnh Đệ Lục hạm đội ra lệnh cho I-45 chuyển sang khu vực tuần tra mới về phía Đông vịnh Lamon, nhưng chiếc tàu ngầm đã không hồi đáp. Đến ngày 2 tháng 12, Hải quân Đế quốc Nhật Bản công bố I-45 có thể đã bị mất ngoài khơi Philippines với tổn thất toàn bộ 104 thành viên thủy thủ đoàn. Tên nó được cho rút khỏi đăng bạ hải quân vào ngày 10 tháng 3, 1945.